# Asociación de Fútbol de Israel
La Asociación de Fútbol de Israel (hebreo: ההתאחדות לכדורגל בישראל, HaHitakhdut leKaduregel beYisrael), también conocida como la IFA, es la federación de fútbol de Israel. Se encarga de organizar a nivel de clubes la Liga, la Copa de Israel, la Supercopa de Israel y la Copa Toto, además de organizar a las selecciones nacionales masculinas y femeninas en mayores y juveniles. Tiene su base en Ramat-Gan y fue fundada como Asociación de Fútbol de Palestina, bajo el mandato británico en 1928.

## Historia
La Asociación de Fútbol de Israel (Israel Football Asociatión o IFA en inglés) fue fundada en agosto de 1928 y aceptada por la FIFA el 6 de junio de 1929 como la Asociación de Fútbol de Palestina. En 1956, la IFA fue admitida para jugar en la AFC, cosechando importantes triunfos continentales a nivel de clubes y de selecciones mayores y juveniles; entre ellas, la Copa Asiática 1964, siendo toda una potencia futbolística en Asia. En 1974, la IFA es expulsada de la AFC debido a presiones políticas de los países árabes de Asia que rechazaban jugar contra Israel por sus conflictos con estos países, tensiones que aumentaron desde la guerra de Yom Kipur en el año inmediatamente anterior. Durante 20 años, la IFA no estaba afiliada a ninguna confederación, jugaba provisionalmente un tiempo en la OFC y otro tanto en la UEFA, hasta que estos últimos la admitieron como miembro pleno en 1994. Desde entonces, los clubes israelíes han participado en las competiciones de UEFA y la selección nacional disputa clasificatorias a la Eurocopa y al Mundial como parte de Europa. En un eventual caso que la selección de Israel ganase la Eurocopa, sería la segunda selección en el mundo que ganaría torneos oficiales de selecciones en dos confederaciones diferentes (la primera fue Australia cuando ganó la Copa Asiática 2015, luego de ganar en 4 ocasiones la Copa de las Naciones de la OFC).
En abril de 2024, los representantes de la IFA Shino Zuarez y Niv Goldstein fueron invitados al congreso de la Confederación Sudamericana de Fútbol (Conmebol) en Asunción. Se reunieron con representantes de todas las asociaciones de la confederación y con sus pares de la Confederación de Norteamérica, Centroamérica y el Caribe de Fútbol (Concacaf) para anunciar la firma de un nuevo acuerdo de cooperación mutua entre Conmebol y la IFA.